# Scaphoideus titanus
La cicalina della flavescenza dorata (Scaphoideus titanus Ball, 1932) è un insetto dell'Ordine dei Rincoti Omotteri Auchenorinchi, originario dell'America Settentrionale che vive unicamente a spese della vite. È presente in Europa dall'inizio degli anni sessanta, dove ha colpito la maggior parte delle aree viticole. Il pericolo maggiore è rappresentato non tanto dalle punture effettuate per suggere la linfa, ma in quanto vettore del fitoplasma della flavescenza dorata.

## Distribuzione geografica ed origine
Originario del America del Nord (dove è diffuso tra il 50º e il 30º parallelo nord), le sue prime segnalazioni in Europa possono essere fatte risalire agli anni cinquanta, in Francia,
anche se probabilmente era presente già da tempo, in seguito alle massicce importazioni, durante la seconda meta del 1800, di portainnesti americani resistenti alla fillossera. In Italia è stata segnalata per la prima volta nel 1963 in Liguria
da dove si è diffusa nelle regioni settentrionali e centrali dell'Italia e successivamente in Svizzera, Slovenia, Croazia, Portogallo, Spagna, Serbia. In passato si riteneva che Scaphoideus titanus fosse capace di vivere solo a cavallo del 45º parallelo; il primo ritrovamento in Italia a latitudini inferiori (40º parallelo) risale al 2002 in Basilicata.

## Ospiti
Scaphoideus titanus vive unicamente a spese di specie del genere Vitis spp. Oltre alla vite europea (Vitis vinifera) è stato segnalato anche su alcune specie di vite americana, in particolare su Vitis cordifolia e su Vitis rupestris.,

## Descrizione
Le uova sono reniformi, compresse lateralmente, trasparenti e lunghe circa 1 mm. Di colore inizialmente perlaceo, tendono ad ingiallire al termine dello sviluppo embrionale quando gli occhi dell'embrione, di colore rosso, diventano visibili attraverso il corion. Generalmente localizzate nel legno sono molto difficili da individuare in campo.
Sono presenti 5 età giovanili, simili nella forma, distinte in due stadi di neanide prive di abbozzi alari e tre di ninfa con abbozzi alari presenti. Le prime tre età sono di colore bianco crema, mentre le ninfe di IV età presentano le caratteristiche zone brune sull'addome. Le ninfe di V età sono ben riconoscibili grazie alle ampie zone di colore ocra sugli urotergiti e la colorazione brunastra degli astucci alari. In tutte le età l'ultimo urite presenta due macchie nere romboidali. Tale caratteristica differenzia le forme giovanili di Scaphoideus titanus da quelle di specie affini.
L'adulto misura 5–6 mm di lunghezza (le femmine sono leggermente più grandi dei maschi) ed è di colore bruno ocraceo. Sul capo, di forma triangolare sia nell'adulto che nelle forme giovanili, sono presenti 2–4 fasce trasversali più scure sulla fronte, ed una macchia trasversa, di forma triangolare situata in posizione dorsale tra gli occhi composti. Le zampe sono di colore crema, tranne le metatoraciche che presentano la parte distale ed il secondo tarsomero scuri, ed il primo e secondo tarsomero biancastri. Le ali metatoraciche sono brunastre con nervature scure; sulle ali anteriori sono presenti delle areole bianche. La femmina è dotata di un robusto ovopositore morfologico di colore bruno dorato che le permette di deporre le uova nei tralci. Tale ovopositore, posto alla fine dell'addome, è preceduto da un anello nero sul segmento pre - genitale.

## Biologia

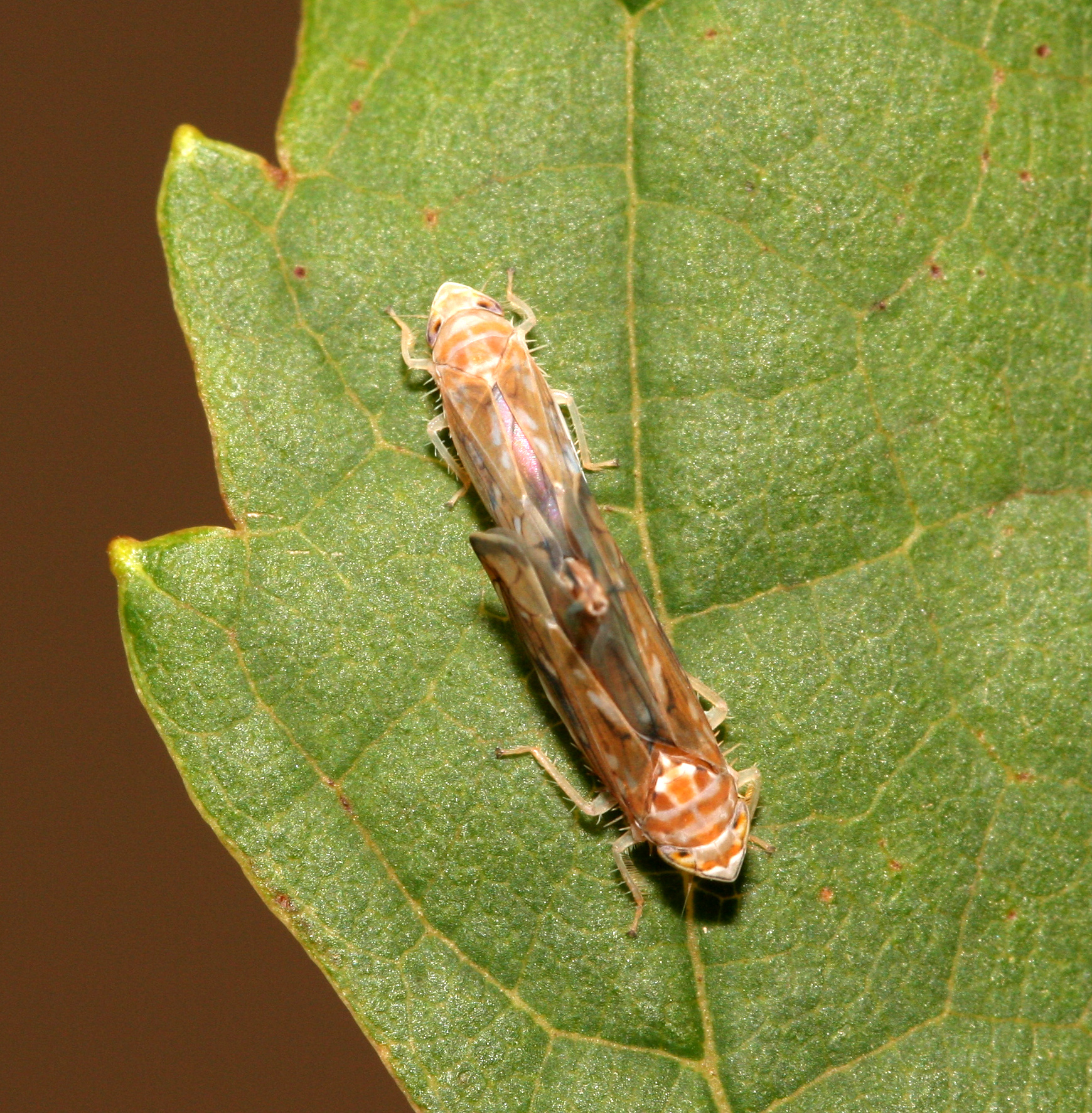
L'accoppiamento

Scaphoideus titanus compie una sola generazione all'anno (specie monovoltina), svernando come uovo inserito nei tralci di due anni o, più raramente, in quelli lignificati di 1 anno o nel ritidoma del legno più vecchio della vite, unica pianta ospite. Ogni femmina depone 24 uova isolate o più spesso, disposte in due serie di 12 elementi. Dalla seconda metà di maggio fino alla prima decade di luglio si hanno le nascite delle neanidi, con un picco a fine maggio – inizio giugno. Le neanidi neonate colonizzano prevalentemente la pagina inferiore delle foglie nella parte basale della pianta; sono poco mobili ma possono saltare rapidamente se disturbate. Le neanidi si nutrono principalmente sulle nervature secondarie, mentre ninfe ed adulti possono pungere anche le nervature principali, i piccioli fogliari e i tralci verdi. Dopo 30 - 50 giorni le forme giovanili, dopo essere passate attraverso due stadi di neanididi e tre di ninfa, originano gli adulti che sfarfallano dalla seconda decade di luglio fino alla metà di agosto, rimanendo attivi per circa un mese. Nella prima decade di agosto si ha il picco degli adulti. Raggiunta la maturità gli adulti si accoppiano e dopo 2 – 3 giorni iniziano le ovideposizioni, che si protraggono da fine luglio a fine settembre. La strategia di accoppiamento si avvale della comunicazione vibrazionale attraverso lo scambio di segnali via substrato tra maschio e femmina. In particolare, il maschio effettua un corteggiamento producendo una sorta di canzone fatta di segnali (detti impulsi) compresi tra i 100 e i 900 Hz. La femmina, a sua volta, inserisce nella canzone del maschio alcuni impulsi propri, seguendo dei ritmi ben precisi e così formando insieme al partner un duetto vibrazionale. Il volo è prevalentemente crepuscolare e limitato alla chioma della vite.
Scaphoideus titanus è considerato un vettore permanente in quanto una volta acquisito il fitoplasma, questo si moltiplica nell'insetto che può quindi trasmetterlo per tutta la vita su un elevato numero di piante. Il fitoplasma non viene però trasmesso alla discendenza.

## Danni
Quest'insetto causa danni diretti di scarsa entità dovuti all'azione tossica della saliva, esercitata durante la suzione della linfa. Sulle piante attaccate si possono osservare, principalmente sulle nervature e sui germogli, necrosi ed alterazioni cromatiche. Il danno più grave è però di tipo indiretto ed è rappresentato dalla trasmissione, di tipo persistente, del fitoplasma della Flavescenza dorata che si localizza nel floema in seguito alle punture di suzione.

## Lotta
È fondamentale evitare l'impiego di materiale vivaistico proveniente da zone colonizzate dall'insetto, perché potrebbe contenere al suo interno le uova dello scafoideo. La lotta mira principalmente alla riduzione delle popolazioni dell'insetto e alla sua eliminazione prima che divenga infetto e quindi in grado di trasmettere la flavescenza dorata.
Può essere effettuato il monitoraggio delle forme giovanili e degli adulti impiegando trappole cromotropiche gialle.
Il Decreto Ministeriale n. 32442del 31 maggio 2000, "Misure per la lotta obbligatoria contro la Flavescenza Dorata della vite" pubblicato sulla Gazzetta Ufficiale n. 159 del 10 luglio 2000, ha stabilito la lotta obbligatoria nei confronti dello scafoideo su tutto il territorio italiano, allo scopo di evitare il propagarsi della flavescenza dorata.

### Campionamento degli adulti
Il campionamento degli adulti è fondamentale per stabilire il momento opportuno per intervenire con un trattamento insetticida.
Generalmente vengono impiegate trappole cromotropiche gialle, con colla entomologica presente su entrambe le facciate.
Per ogni ettaro di vigneto vengono posto 3 - 4 trappole; l'ideale è posizionare una trappola ogni 6 filari, ma per appezzamenti di grandi dimensioni è sufficiente una trappola ogni 10 filari. È importante che siano disposte lungo una ipotetica diagonale del vigneto stesso.
Il posizionamento delle trappole deve avvenire prima del volo degli adulti (indicativamente nella seconda decade di giugno) e sostituite ogni 10 - 15 giorni fino alla fine di ottobre. L'identificazione degli adulti di Scaphoideus titanus può essere effettuata ad occhio nudo o con l'ausilio di una lente, mentre per distinguere il sesso degli adulti catturati è necessario avvalersi di uno stereomicroscopio.
Il campionamento degli adulti può essere effettuato anche con un retino entomologico da sfalcio, che permette di catturare insetti vivi da sottoporre ad eventuali diagnosi di laboratorio. Va utilizzato direttamente sulla chioma della vite battendo la vegetazione dal basso verso l'alto oppure lateralmente. Rispetto alle trappole il retino fornisce dati non lungo un arco temporale ma relativamente ad un dato giorno.

### Lotta chimica
La lotta chimica viene effettuata tenendo in considerazione le caratteristiche e le modalità di acquisizione del potere infettivo da parte dell'insetto.
Per potere trasmettere il fitoplasma della flavescenza dorata, Scaphoideus titanus deve nutrirsi per 7-8 giorni su piante ammalate e trascorrere un periodo di incubazione di 30 – 35 giorni. I primi trattamenti vengono quindi effettuati 30 giorni dopo le prime nascite (indicativamente nella seconda decade di giugno), periodo durante il quale le neanidi di III età sono potenzialmente infettive.
Data la scalarità delle nascite, un secondo trattamento viene effettuato 20 - 30 giorni dopo, mentre un eventuale terzo trattamento effettuato a fine luglio – inizio agosto a scopo cautelativo è utile per evitare l'arrivo di adulti da vigneti adiacenti non sottoposti a trattamenti chimici.
È inoltre consigliata anche l'eliminazione dei polloni dopo il primo trattamento. I ricacci di vite americana dal portainnesto infatti, possono essere infetti dalla flavescenza dorata ma non manifestano i sintomi, diventando quindi una possibile fonte di inoculo.
Nei confronti delle forme giovanili tra la I e la III età sono consigliati insetticidi regolatori della crescita quali Flufenoxuron, Buprofezin e Indoxacarb. Sulle forme giovanili in III e IV età (indicativamente 35 giorni dopo la schiusura delle uova) si possono impiegare insetticidi a base di fosforganici quali il Clorpirifos-etile, Clorpirifos - metile e Fenitrotion.
Tali principi attivi sono efficaci anche nei confronti delle altre cicaline della vite; fenitrotion e clorpirifos – etile sono efficaci anche contro le cocciniglie farinose.

### Lotta in agricoltura biologica
In agricoltura biologica la lotta allo scafoideo si rivela particolarmente difficoltosa in quanto gli unici principi attivi consentiti attivi nei confronti di Scaphoideus titanus sono l'azadiractina, il piretro e, in misura minore, il rotenone. Per migliorare l'azione delle piretrine è opportuno attuare alcuni accorgimenti:
- Effettuare i trattamenti dopo il tramonto, in quanto le piretrine sono degradate dai raggi ultravioletti
- Impiegare prodotti a base di piretrine addizionate con piperonil butossido che ne aumenta la stabilità
- Diluire il prodotto a base di piretro in acque non calcaree (pH minore di 7, ideale tra 6 e 6,5), eventualmente acidificando l'acqua con aceto o acido citrico, in quanto l'effetto del piretro viene neutralizzato da soluzioni basiche
- Intervenire sugli stadi giovanili (neanidi di I e II età), meno mobili e più sensibili, ripetendo gli interventi a distanza di 7 – 10 giorni, data la scalarità di schiusura delle uova e la bassa persistenza delle piretrine.
- Bagnare bene lo strato basale di vegetazione, compresa la pagina fogliare inferiore, dove si concentrano gli stadi giovanili della cicalina.

### Limitatori naturali
Nell'areale di origine sono diversi i limitatori naturali attivi nei confronti dello scafoideo. Tra questi gli imenotteri driinidi Gonatopus peculiaris, Lonchodryinus flavus, Esagonatopus perdebilis, Esagonatopus niger ed Anteon masoni, sembrano svolgere il ruolo principale in qualità di parassitoidi. 
Fra gli altri parassitoidi si segnalano gli imenotteri mimaridi e i ditteri pipunculidi.